# Festivalbar 1967
Il quarto Festivalbar si svolse nel 1967 a Salice Terme. Dopo le prime tre edizioni in radio, la kermesse sbarcò per la prima volta in televisione sul Secondo Programma della Rai, l'attuale Rai 2, per poi essere promossa a partire dall'anno successivo sul Nazionale, l'attuale Rai 1.
I conduttori di questa edizione furono lo stesso patron del Festivalbar Vittorio Salvetti e Daniele Piombi. I 24 partecipanti vengono suddivisi in due categorie: la Serie Oro che comprende artisti già affermati, la Serie Verde artisti emergenti. A questi ultimi viene destinato un premio speciale, il DiscoVerde.
Questa quarta edizione del Festivalbar venne vinta da Rocky Roberts, con il brano Stasera mi butto.

## Altri premi
- Premio DiscoVerde: Albano con Nel Sole

## Artisti e canzoni partecipanti (Serie Oro)
- Salvatore Adamo – Insieme - La voce del padrone
- Caterina Caselli - Sono bugiarda - CGD
- Rocky Roberts – Stasera mi butto - Durium
- Little Tony – Peggio per me - Durium
- Riki Maiocchi - Prendi fra le mani la testa - CBS
- Orietta Berti - Ritornerà da me - Polydor
- Gianni Pettenati - Lo sbaglio di volere te - Fonit Cetra
- I Nomadi - Dio è morto - Columbia
- Pino Donaggio - Un brivido di freddo - Columbia
- Wilma Goich - Se stasera sono qui - Dischi Ricordi
- Tom Jones – Funny familiar forgotten feelings - Decca
- The New Vaudeville Band – Peek a boo - Fontana Records

## Artisti e canzoni partecipanti (Serie Verde)
- Al Bano – Nel sole - EMI - La voce del padrone
- Lino Alfieri – Fammi un sorriso - Durium
- I Balordi – Domani devo fare una cosa - Durium
- Los Bravos - Trapped - Tiffany
- I Delfini – La speranza è giovane - CDB
- Paola Musiani - La facciata A - CBS
- Andrea Lo Vecchio - Ho scelto Bach - CBS
- Marisa Sannia - Sarai fiero di me - Fonit Cetra
- Niky - Tu dici ciao - Tiffany
- Raph e i Copertoni – Qualcosa in più - EMI - La voce del padrone
- I Ribelli - Pugni chiusi - Dischi Ricordi
- Sonia – Mama - EMI - La voce del padrone

## Direzione artistica
- Vittorio Salvetti

## Organizzazione
- RAI